# Le Rire aux éclats
Le Rire aux éclats est un journal de tranchées « rédigé par des poilus dans les tranchées » pendant la Première guerre mondiale. La périodicité est indéterminée.
Il paraît de juin 1916 à mars 1919.
Le titre du journal fait référence à son objectif, partagé avec de nombreux journaux de tranchées : maintenir le moral des troupes sur le front de la Grande guerre.
Il se présente comme "journal épisodique de la vie du front". Mais également comme "seul quotidien paraissant mensuellement".
Le journal comprend souvent de la publicité. Il inclut en effet des encadrés, peu nombreux et de petite taille, comprenant un texte et, souvent, une illustration. On y trouve par exemple le nom d’une célèbre marque d’articles dits “arts de la table”, vantant des produits tels que des couverts.